# Лечевиця
Лечевиця (хорв. Lećevica) — населений пункт і громада в Сплітсько-Далматинській жупанії Хорватії.

## Населення
Населення громади за даними перепису 2011 року становило 583 осіб. Населення самого поселення становило 218 осіб.
Динаміка чисельності населення громади:
Динаміка чисельності населення центру громади:

## Населені пункти
Крім поселення Лечевиця, до громади також входять: 
- Дивоєвичі
- Кладниці
- Радошич

## Клімат
Середня річна температура становить 12,92 °C, середня максимальна – 27,23 °C, а середня мінімальна – -0,61 °C. Середня річна кількість опадів – 855 мм.
| Клімат поселення                              | Клімат поселення | Клімат поселення | Клімат поселення | Клімат поселення | Клімат поселення | Клімат поселення | Клімат поселення | Клімат поселення | Клімат поселення | Клімат поселення | Клімат поселення | Клімат поселення | Клімат поселення |
| Показник                                      | Січ.             | Лют.             | Бер.             | Квіт.            | Трав.            | Черв.            | Лип.             | Серп.            | Вер.             | Жовт.            | Лист.            | Груд.            |                  |
| Середній максимум, °C                         | 8,98             | 9,44             | 12,38            | 16,02            | 20,75            | 24,67            | 27,23            | 27,19            | 22,43            | 17,81            | 12,60            | 9,67             |                  |
| Середня температура, °C                       | 4,19             | 4,65             | 7,58             | 11,22            | 15,96            | 19,90            | 23,00            | 22,98            | 18,19            | 13,59            | 8,37             | 5,46             |                  |
| Середній мінімум, °C                          | −0,61            | −0,15            | 2,79             | 6,44             | 11,16            | 15,09            | 18,77            | 18,75            | 13,98            | 9,37             | 4,16             | 1,23             |                  |
| Норма опадів, мм                              | 72               | 63               | 69               | 73               | 60               | 58               | 38               | 51               | 77               | 93               | 109              | 92               |                  |
| Середньомісячна швидкість вітру, м/с          | 3.03             | 3.27             | 3.31             | 3.13             | 2.77             | 2.48             | 2.49             | 2.38             | 2.69             | 2.82             | 3.40             | 3.40             |                  |
| Середньомісячна сонячна радіація, кДж/м²·день | 5507             | 8267             | 11874            | 16283            | 20117            | 22707            | 24137            | 21417            | 15890            | 10364            | 5882             | 4642             |                  |
| --------------------------------------------- | ---------------- | ---------------- | ---------------- | ---------------- | ---------------- | ---------------- | ---------------- | ---------------- | ---------------- | ---------------- | ---------------- | ---------------- | ---------------- |
| Джерело:                                      |                  |                  |                  |                  |                  |                  |                  |                  |                  |                  |                  |                  |                  |